# Антоніу Португальський (1539—1540)
Анто́ніу (порт. Dinis; 9 березня 1539 — 20 січня 1540) — португальський інфант. Представник Авіської династії. Народився в Лісабоні, Португалія. Шостий найменший син португальського короля Жуана III і кастильської інфанти Катерини. Помер немовлям у Лісбоні. Похований у Монастирі єронімітів.

## Родина
Батько: Жуан III (1502—1557), король Португалії (1521—1557)
Матір: Катерина (1507—1578), донька кастильського короля Філіпа I
Рідні брати і сестри:
- Афонсу (1526), принц Португальський (1526), помер немовлям
- Марія-Мануела (1527—1545), принцеса Португальська (1527—1531) ∞ Феліпе II, король Кастилії
- Ізабела (1529), померла немовлям
- Беатриса (1530), померла немовлям
- Мануел (1531–1537), принц Португальський (1531–1537), помер дитиною
- Філіпе (1533–1539), принц Португальський (1537–1539), помер дитиною
- Дініш (1535—1537), помер немовлям
- Жуан-Мануел (1537—1554), принц Португальський (1539—1554)

Зведені брати:
- Мануел (?—1521), помер немовлям
- Дуарте (1521—1543), архієпископ Бразький (1542—1543)